# Gare de Tsurumi
La gare de Tsurumi (鶴見駅, Tsurumi-eki) est une gare ferroviaire de la ville de Yokohama, dans la préfecture de Kanagawa au Japon. Elle est située dans l'arrondissement de Tsurumi, d'où son nom. La gare est desservie par les lignes Keihin-Tōhoku et Tsurumi de la JR East.

## Situation ferroviaire
La gare de Tsurumi est située au point kilométrique (PK) 52,0 de la ligne Keihin-Tōhoku. Elle marque le début de la ligne Tsurumi.
Tsurumi est également le terminus sud de la ligne Musashino, mais seuls les trains de fret passent par cette partie de la ligne.

## Histoire
La gare a été inaugurée le 15 novembre 1872.

## Services aux voyageurs

### Accès et accueil
La gare dispose d'un bâtiment voyageurs, avec guichet, ouvert tous les jours.

### Desserte
- Ligne Keihin-Tōhoku :
  - voie 1 : direction Yokohama et Ōfuna
  - voie 2 : direction Tokyo et Ōmiya
- Ligne Tsurumi :
  - voies 3 et 4 : direction Ōgimachi, Umi-Shibaura et Ōkawa

### Intermodalité
La gare de Keikyū Tsurumi (ligne principale Keikyū) est située à proximité, à l'est de la gare.

## Dans les alentours
- Université de Tsurumi

## Crédits d'auteurs
- (en) Cet article est partiellement ou en totalité issu de l’article de Wikipédia en anglais intitulé « Tsurumi Station » (voir la liste des auteurs).